# Zolotarivka, Kobeleakî
Zolotarivka (în ucraineană Золотарівка) este localitatea de reședință a comunei Zolotarivka din raionul Kobeleakî, regiunea Poltava, Ucraina.

## Demografie
Componența lingvistică a localității Zolotarivka
     Ucraineană (92,62%)
     Rusă (4,92%)
     Română (2,46%)
Conform recensământului din 2001, majoritatea populației localității Zolotarivka era vorbitoare de ucraineană (92,62%), existând în minoritate și vorbitori de rusă (4,92%) și română (2,46%).